# Trujillo, Honduras
Trujillo är en departementshuvudort i Honduras.   Den ligger i departementet Departamento de Colón, i den nordöstra delen av landet, 240 km nordost om huvudstaden Tegucigalpa. Trujillo ligger 35 meter över havet och antalet invånare är 9 646.
Terrängen runt Trujillo är varierad. Havet är nära Trujillo åt nordväst. Runt Trujillo är det ganska glesbefolkat, med 34 invånare per kvadratkilometer. Trujillo är det största samhället i trakten. 